# Petrovac na Moru
Petrovac na Moru (cyr. Петровац на Мору, wł. Castellastua) – miasto w Czarnogórze, w gminie Budva. W 2011 roku liczył 1400 mieszkańców.
Jest położony na Pobrzeżu Czarnogórskim, na północny zachód od Baru.
W Petrovacu swą siedzibę ma klub piłkarski OFK Petrovac.
Pierwsze wzmianki o Petrovacu można znaleźć w Latopisie popa Duklanina z XII wieku. Nosił wtedy nazwę Lastva. Od XVI wieku nazywano go Kastel-Lastva. W XX wieku nazwę zmieniono na Petrovac na cześć króla Piotra I Karadziordziewicia.